# Palau-solità i Plegamans
Palau-solità i Plegamans és un municipi de Catalunya situat a la comarca del Vallès Occidental, format per les antigues parròquies de Plegamans i Palau-solità, que el 1698 sol·licitaren una casa del comú. Del 1939 a l'any 2000 s'anomenà Palau de Plegamans. Anteriorment, el nom amb què es coneixia el poble era, senzillament, Palau-solità.

## Geografia
- Llista de topònims de Palau-solità i Plegamans: muntanyes, serres, collades, indrets, rius, fonts, cases, masies, esglésies, etc.

El municipi és fronterer amb la comarca del Vallès Oriental. Limita al nord amb Caldes de Montbui i Lliçà d'Amunt, a l'est amb Lliçà de Vall i amb dos enclavaments històrics de Montcada i Reixac i Parets del Vallès, al sud amb Mollet del Vallès i Santa Perpètua de Mogoda i a l'oest amb Polinyà i Sentmenat.
Té una extensió de 15,06 km² i es troba a una altitud de 140 metres sobre el nivell del mar. Geològicament és entre la regió muntanyenca litoral i la prelitoral, en la denominada depressió del Vallès-Penedès, que configura un territori bàsicament pla en la part central i amb petites serres que s'estenen en direcció nord-sud als extrems del territori. En la part central i en la mateixa direcció que les serres, flueix la riera de Caldes, la riera de Sentmenat i el torrent de Can Duran hi desemboquen.

## Història
Palau-solità i Plegamans està format històricament per dues parròquies, d'una banda, Palau-solità i per un altre Plegamans. El topònim de Palau-solità i Plegamans ja es troba en el Cartolari del Monestir de Sant Cugat, l'any 955 i el de Plegamans l'any 962.
Ramon Berenguer IV (1113-1162) va establir les Universitats (actuals municipis), cosa que va motivar que a poc a poc les Parròquies (unitat administrativa eclesiàstica) s'anessin ajuntant per formar una Universitats o Comú (nom que encara perdura a Andorra per designar els municipis), com va passar en aquest poble, encara que no hi ha constància documental del nomenament de Batlle de «Palau solità i Plegamans» fins a l'any 1440.
L'any 1698 el Consell del Comú, l'òrgan rector de la Universitat o Comú, de Palau-solità i Plegamans va prendre la decisió d'adquirir una Casa del Comú per reunir-se el que correspon mutatis mutandis a un ajuntament actual.

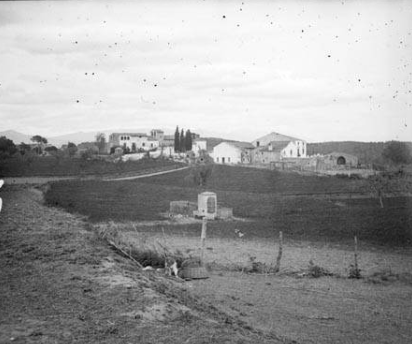
Poble de Plegamans el 1917

Així, el nom del municipi està format pels noms del lloc de les dues parròquies, els quals es van mantenir al llarg dels anys amb petites variacions. L'any 1939, just finalitzada la Guerra Civil, concretament el 5 de març, el president de la Comissió Gestora de l'Ajuntament, Bartolomé Soler i Rabassó, va proposar «en un breu i eloqüent discurs», tal com consta en les actes municipals, la refosa de les dues parròquies, com que «només portava a crear picabaralles entre els veïns i entorpir la tasca del municipi», així proposa el nom de Palau de Plegamans. Els membres d'aquesta comissió després d'una «raonada discussió» accepten la proposta. El 22 d'agost d'aquest mateix any el nou nom del municipi es fa oficial.
El 23 de desembre de 1999, seixanta anys després, el consistori va decidir recuperar el nom històric. Decideix recuperar els dos topònims seguint les indicacions del Institut d'Estudis Catalans. Aquesta institució proposa: «…recuperar el nom de Palau-solità, ja que la preposició “de” a Palau de Plegamans connota una dependència o submissió a Plegamans, quan mai ha estat així i d'altra banda la normativa del guió Palau-solità, lliga sense unir els dos antics topònims alhora que la conjunció copulativa “i” a Palau-solità i Plegamans».

### Escut i bandera
L'actual escut de Palau-solità i Plegamans fou aprovat pel ple de l'Ajuntament el 7 d'octubre del 1997. És un escut caironat truncat amb un primer d'or, quatre pals de gules, i ressaltant sobre el tot un palau d'argent obert somat d'una pala de sable; 2n de gules, una mà d'argent, i la bordura dentada d'argent. Per timbre una corona mural de poble. L'escut representa els dos pobles que es van unir, Palau-solità representat pel castell blanc amb una pala negre a sobre i una senyera al fons i Plegamans representat amb la mà blanca en fons vermell.
La bandera de Palau-solità i Plegamans és una bandera apaïsada, de proporcions dos d'alt per tres de llarg, bicolor, vertical, blanca i vermella, amb la pala negra de l'escut al centre de la meitat blanca, i la mà blanca del mateix escut al centre de la meitat vermella, ambdues figures d'altura 4/6 de la del drap. Fou aprovada el 1998 i publicada al Diari Oficial de la Generalitat de Catalunya el 6 d'abril de 1999.

## Patrimoni: Llocs d'interès

### Castell de Plegamans

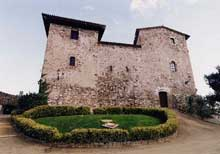
Vista general del Castell

Situat al capdamunt del turó de Plegamans, el Castell ha tingut un pes important en la història del municipi, la comarca i el país. Es va contruir entre el segle x i el xv dependent de la zona del castell. El membre més destacat de la família i propietari del mateix edifici, va ser Ramon de Plegamans, veguer i batlle de la ciutat de Barcelona. És un dels símbols principals del municipi.

### Casa Folch i Torres
Casa d'estiueig que va pertànyer al escriptor Josep Maria Folch i Torres. Va ser construïda durant l'any 1922 amb una clara vessant noucentista, i posteriorment a l'any 1925 es va fer la torre annexa. L'Ajuntament li atorga la distinció de Bé cultural d'interès local (BCIL) l'any 2008, i des de llavors s'hi han fet diferents obres de millora.

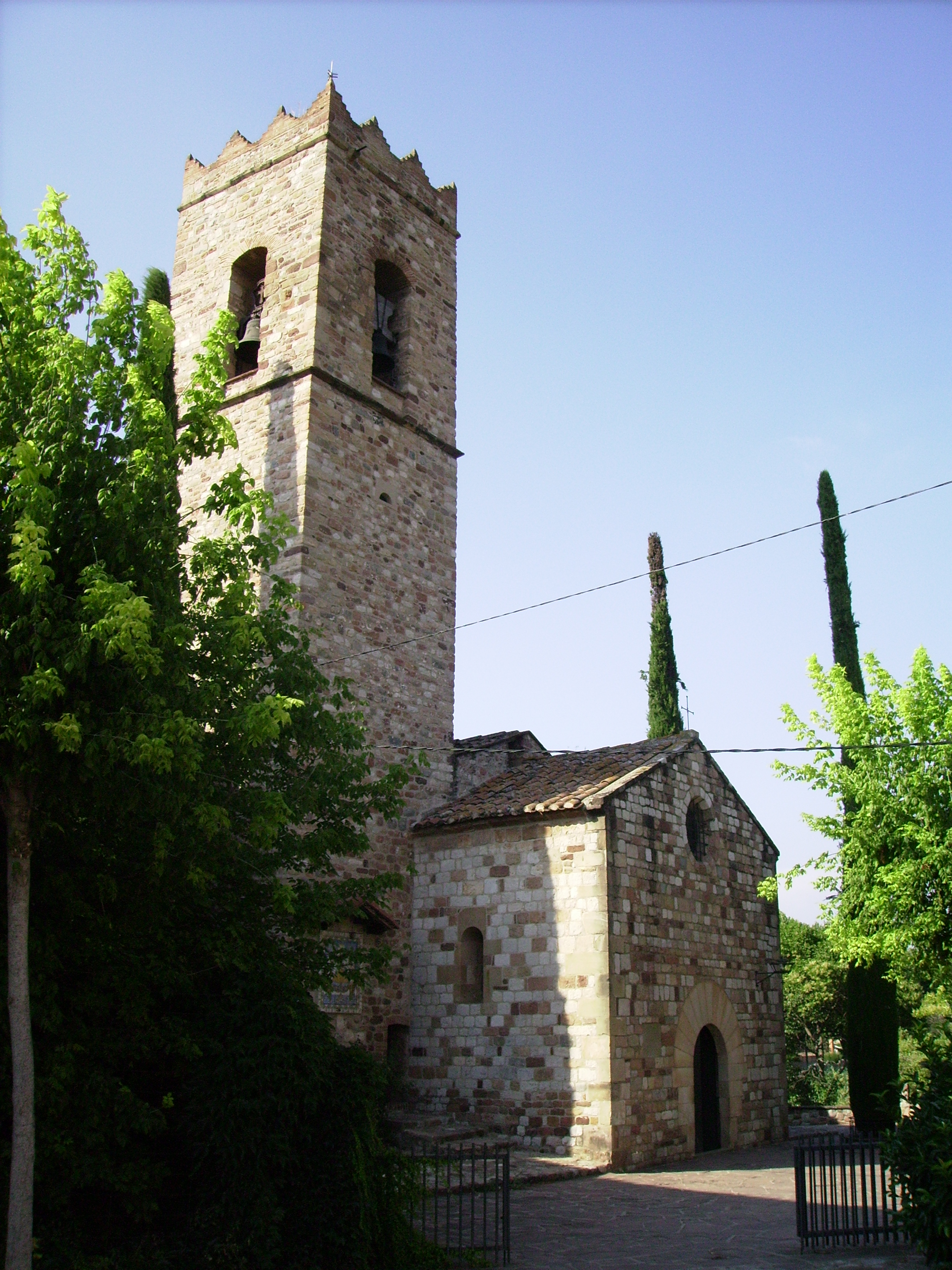
Santa Maria de Palau-solità

### Església Parroquial de Santa Maria de Palau-solità
Al segle xii es va afegir l'església de Santa Maria de Palau-solità al nucli històric, el que va implicar que tota la pròxima rodalia esdevnia una sagrera, és a dir, aquell espai sota jurisdicció directa de la parròquia i lloc de referència social. En va conservar la denominació fins avui dia. Actualment, el nucli vell de la parròquia de Santa Maria de Palau-solità està format per uns petits grups de cases, la parròquia, el cementiri i una petita i plàcida plaça, «un bucòlic racó de pau». L'església de Santa Maria de Palau-solità és originàriament d'estil romànic però amb evidents posteriors transformacions. El campanar és del segle xvi. A l'interior s'hi conserva un retaule gòtic del segle xvi atribuït al mestre d'Artés.

### Casa Consistorial
L'edifici data del segle xvii, tot i que va ser totalment reformat l'any 1868 degut a la precària situació que presentava. L'ús original va ser de Casa del Comú, però va funcionar com a hostal durant molts anys. També ha tingut ús com a escola en la part dels baixos. La façana nord fou remodelada per l'arquitecte modernista-noucentista Antoni Falguera i Sivilla, a principi del segle xx.

### Comanda de Palau Solità o Palau del Vallès
Comanda de Palau Solità o Palau del Vallès és el nom de la comanda que tenia la seu a l'actual mas de Santa Magdalena. Fou una les més importants de Catalunya que, juntament amb la de Barcelona formaren una comanda bicèfala, segons la documentació del Temple de l'Arxiu del Gran Priorat, avui a l'Arxiu de la Corona d'Aragó. El 1949 va ser declarada com a Bé Cultural d'Interès Nacional.

### Església de Sant Genís

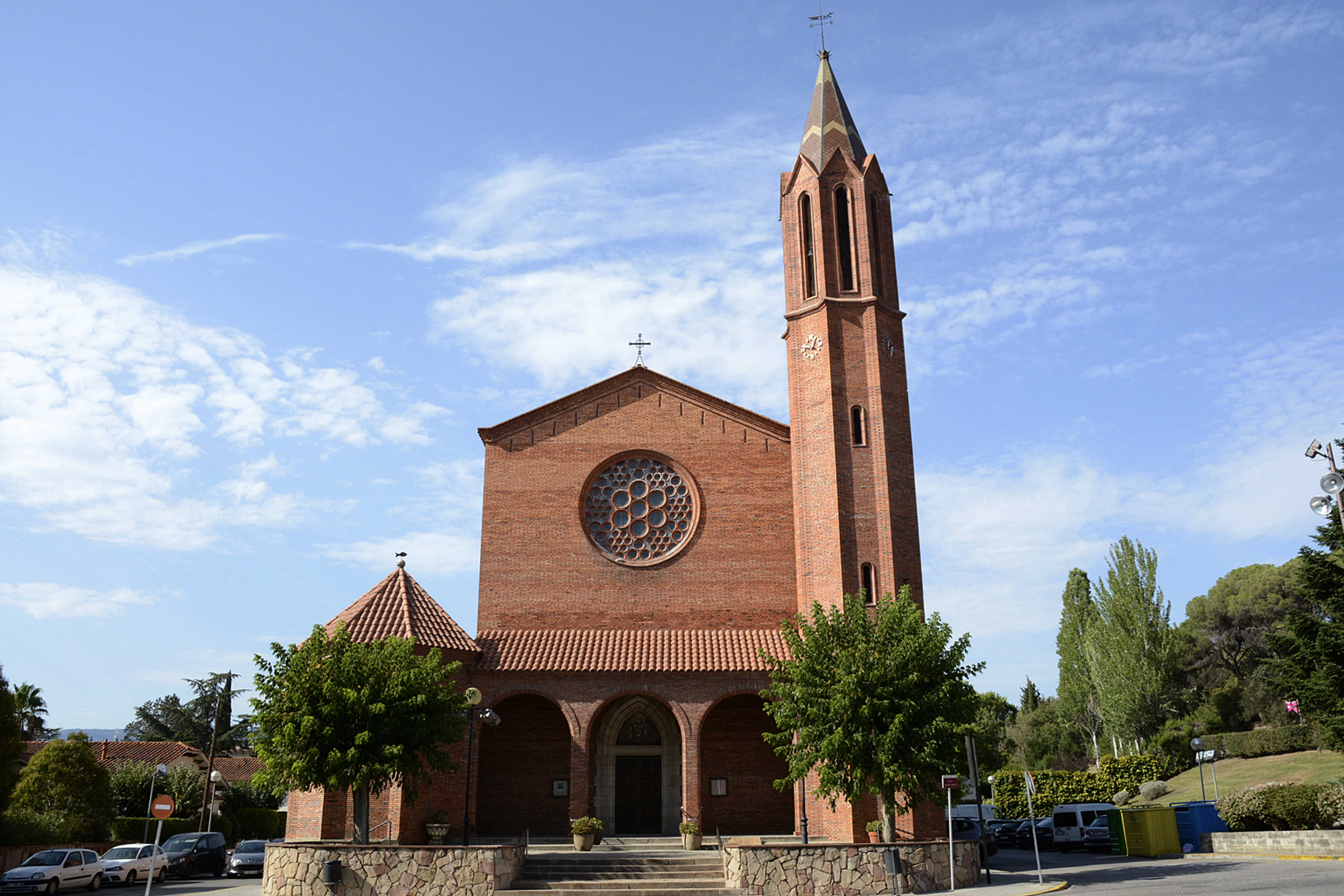
Imatge general de Sant Genís

L'antiga església de Plegamans era, fins a l'any 1936, en un altre indret, al costat de can Gordi. L'edifici actual va ser construït entre 1942 i 1944. La façana s'obre amb una gran rosassa, feta l'any 1955, època en la qual Jaume Busquets va pintar els frescos de l'absis. El campanar es va alçar l'any 1992 i el porxo d'entrada el 1998.

### Capella de Sant Genís. Antic conjunt parroquial de Plegamans

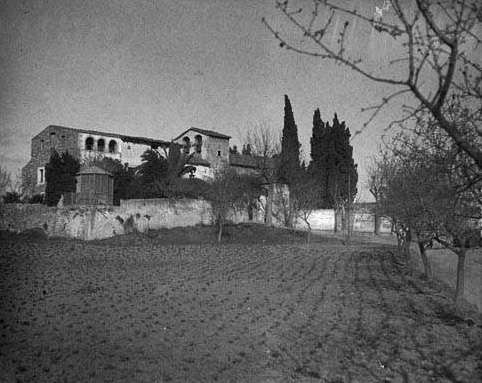
L'antic conjunt parroquial de Sant Genís l'any 1924

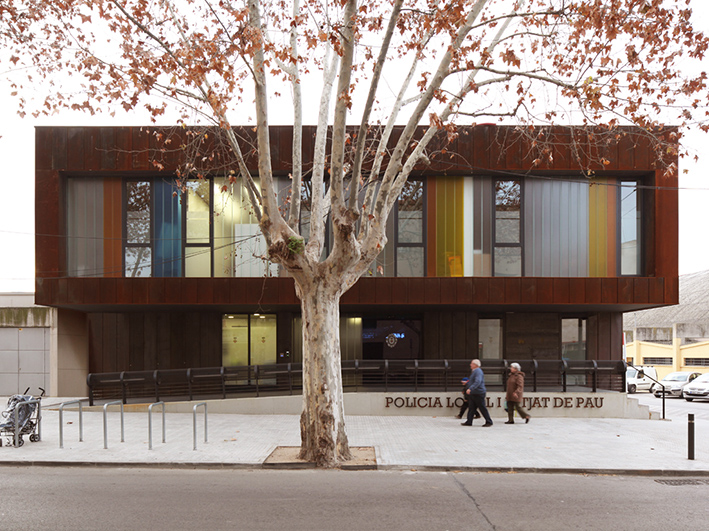
Seu de la Policia Local, projecte de Mizien arquitectura

### Masia Can Falguera (Palau-solità i Plegamans)
La Masia de Can Falguera és un edifici que va pertànyer a la família Falguera, llinatge que consta en els cens realitzats per maridatge a la parroquià de Sant Genís de Plegamans al segle xvi. El disseny és característic de la tipologia primegènia catalana. Es va remodelar de manera important l'any 1920 quan un dels propietaris, Josep Maria Falguera, va contraure matrimoni i va modificar la façana amb motius modernistes i noucentistes.

### Can Cortès

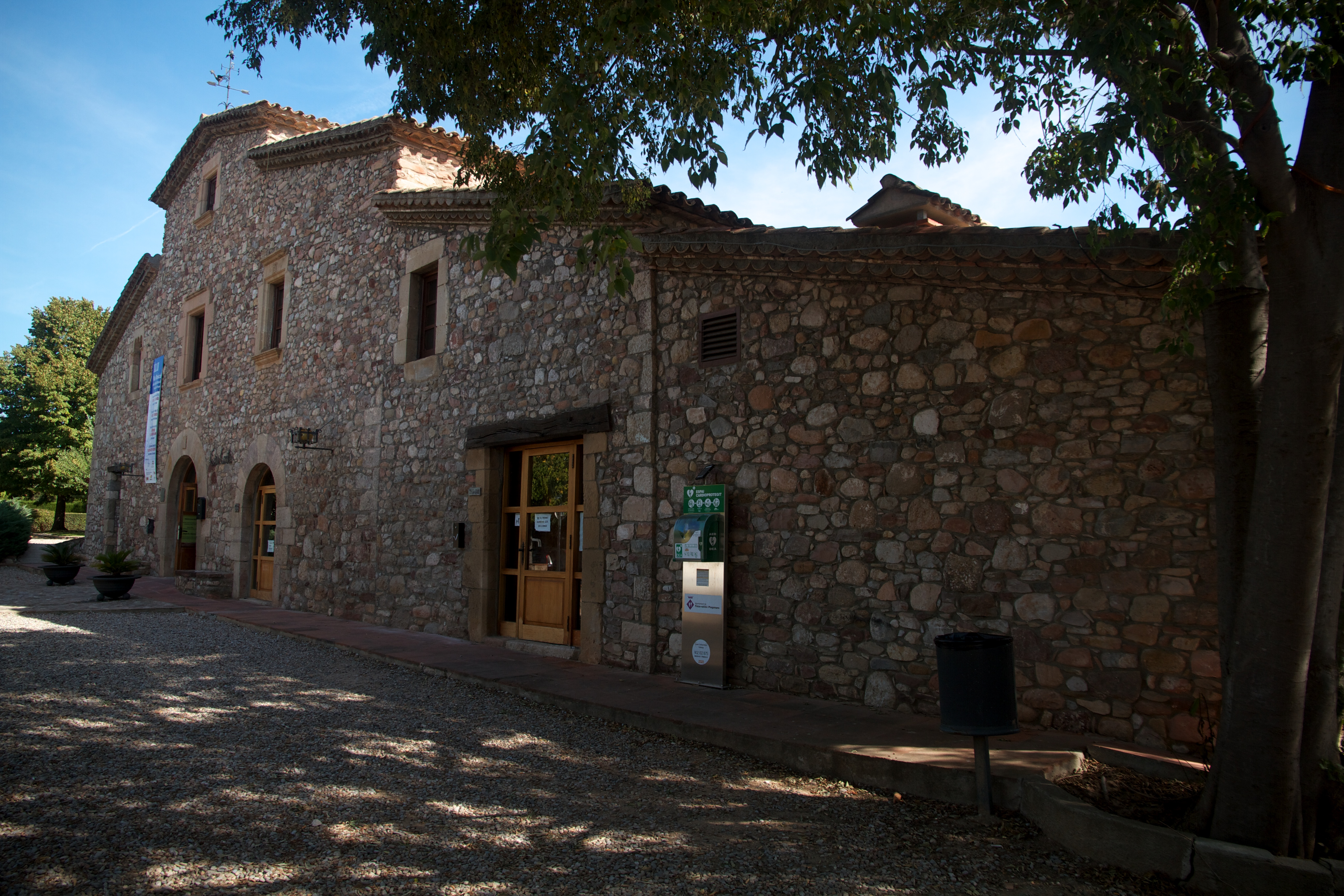
Lateral de la Masia de Can Cortés

Can Cortès és una masia del segle xvii, modificada al xviii, que conserva finestrals de tradició gòtica i renaixentista. Un d'ells mostra un escut i la data de 1678. Va ser remodelada per darrer cop entre els anys 1990 i 1992. Actualment allotja la Casa de Cultura que compren el Museu Parroquial, la Biblioteca Municipal i un auditori.

### Hostal del Fum
És un recinte tancat de 35.000 metres quadrats amb vegetació autòctona: pins, alzines, pollancres i arbres de ribera. Hi creix una gran varietat de plantes com la farigola, l'alfàbrega, el romaní i altres espècies aromàtiques pròpies de la vegetació mediterrània. Al parc hi ha diverses escultures i un circuit complet de ferrocarril en miniatura, amb una completa estació. També s'hi troba la Masia de l'Hostal del Fum. Aquesta masia era un antic hostal per allotjar els traginers i viatgers que anaven cap a Barcelona.

### Sindicat Agrícola
El Sindicat Agrícola va ser fundat l'any 1916 per a facilitar als pagesos l'adquisició d'adobs a bon preu i aconseguir facilitats de pagament. Gràcies al moviment econòmic el Sindicat va arribar fins i tot a tenir una Caja Rural. Va funcionar com una cooperativa agrícola fins a l'any 2013 i actualment és en desús.

### Passeig de la Carrerada
El passeig de la Carrerada, urbanitzat en la dècada de 1910, és un dels principals eixos cívics de la ciutat i concentra varis equipaments públics, com les Escoles Velles, un edifici racionalista construït per la Generalitat de Catalunya durant el període republicà, segons el projecte dels arquitectes Josep Torres i Clavé i Josep Lluís Sert i López, membres del moviment arquitectònic GATCPAC; la seu de la Policia Local i el Jutgat de Pau, obra de 2011 del despatx d'arquitectes Mizien i el Poliesportiu Municipal.

### Menhir de la Pedra Llarga

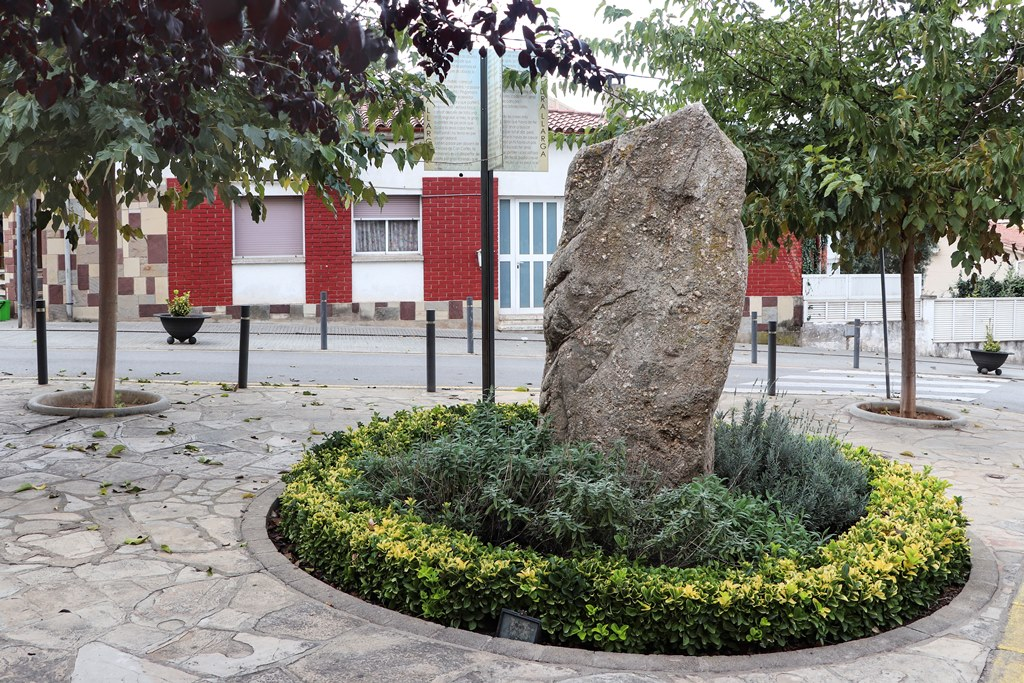
Menhir de la Pedra Llarga

El menhir de la Pedra Llarga és un megàlit de 2,5 metres d'alçada aixecat verticalment. Es troba al nucli urbà al carrer de la Pedra Llarga cantonada carrer del Monòlit en mig d'una petita placeta triangular, declarat Bé cultural d'interès local.

### Altres
| - Can Carreter - Can Duran - Can Miqueló - Can Torrents - Can Riera - Can Cladelles - Can Cerdà - Església Parroquial de Santa Maria de Palau-solità - Església de Sant Genís - Comanda templera de Santa Magdalena | - Can Falguera - Bòbila de Can Duran - Escoles velles - Ca l'Aiguader - Can Maiol - Can Malla - Masia del Forn de Vidre i Capella - Ca l'Oromí - Ca n'Estudis | - Font de Sant Roc - Ca n'Arimon - Font de Can Pujol - Can Marxant - Can Puigoriol - Can Sords - Can Padró - Cal Pansa |

## Cultura i Societat

### Educació

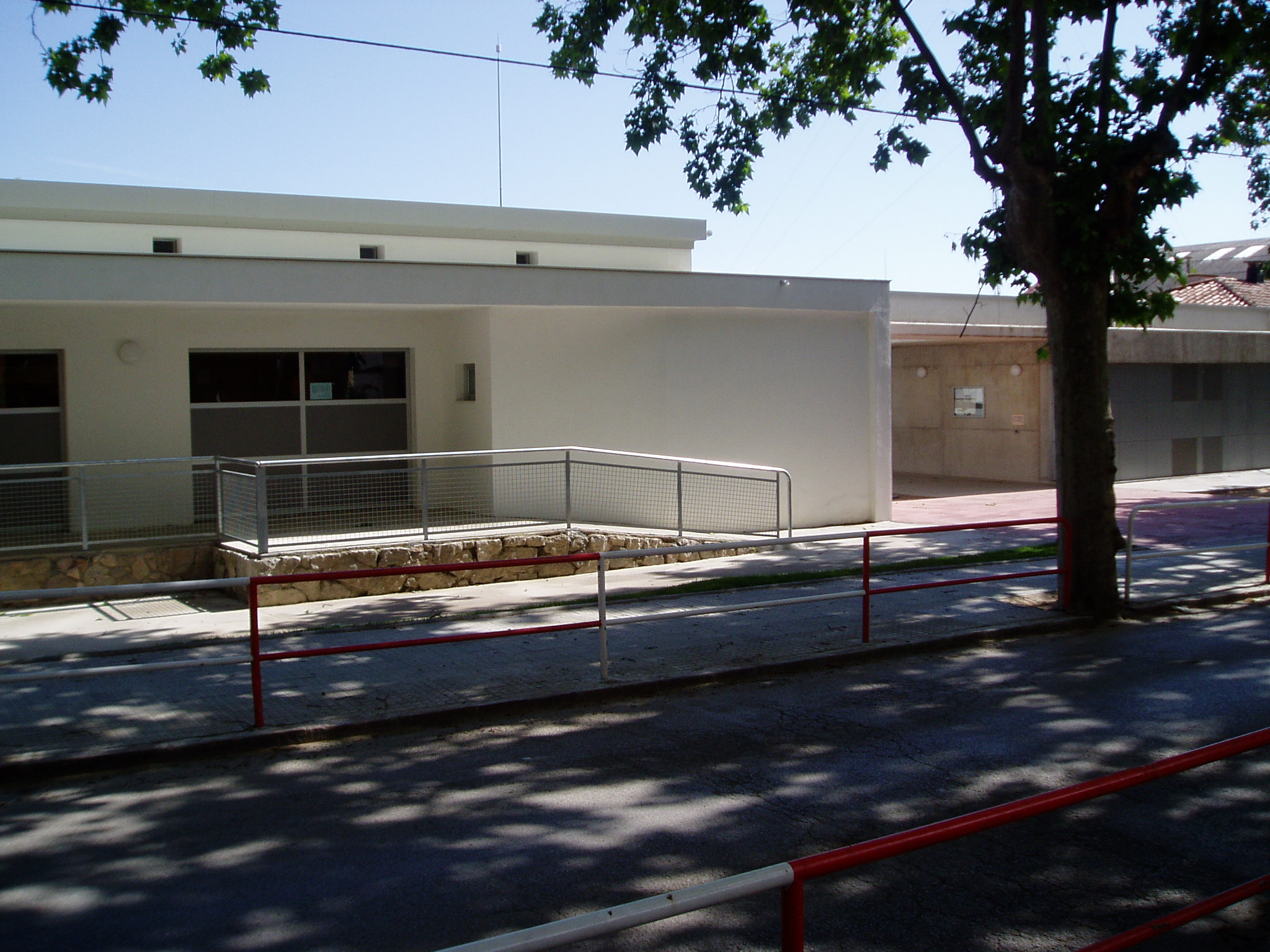
Escoles Velles, obra de Josep Torres Clavé i Josep Lluís Set

El municipi té onze centres d'ensenyament, des de llar d'infants fins a batxillerat i formació professional.

#### Educació infantil i primària
En l'actualitat hi ha dues escoles infantils públiques, l'escola bressol El sol i l'escola bressol El patufet. Hi ha també una escola bressol privada, la Moixaina. Per altra banda, hi ha quatre escoles de primària públiques (Escola Can Cladellas, Escola Can Periquet, Escola Josep M.Folch i Torres i Escola Palau) i una de concertada (Escola Marinada).

#### Educació secundària
Disposa de dos instituts públics, l'Institut Ramon Casas i Carbó i Can Periquet, i un de concertat, l'Institut Marinada.

#### Escola d'adults
Hi ha una escola d'adults municipal. Ofereix el graduat en educació secundària, el certificat de català, d'anglès i ensenyament instrumental.

### Centres mèdics
L'únic centre d'atenció primària (CAP) que hi ha és a prop del polígon de Can Cortès Nord.

### Entitats del municipi
| - Colla de Geganters i Grallers de Palau-Solità i Plegamans - Associació Amics de la Música Clàssica - Associació Cultural Quatre Pins - Societat Coral la Unió dels Cors de Clavé - Fundació Folch i Torres [1] - Colla de Ball de Gitanes - Grup de Teatre la Gresca - Escola Municipal de Música - Estadal del Roser - Esplai el Botó - Agrupació Sardanista - Associació local La Xarxa - Associació Club de Rol Scolfling - Associació PAH Palau - Associació Juvenil Sector Friki - Associació Juvenil ColorRain - Associació Cultural Palau Medieval | - Patronat de Sant Isidre i Joventut del Patronat - Casa de Andalucía - Associació Cultural Amics del Ferrocarril - Tren de Palau - Taller d'Arts Teatrals Teia Moner - Associació Revetlla de Sant Pere - Associació Teatral Farrigo-Farrago - Associació Dones per les Dones - Associació cívica i social Camí Reial Palau Solidari-ONGD - Associació Pessebrista de Palau-solità i Plegamans - Associació Tallers de les Arts - Casal de la Gent Gran (seu social Ca n'Cortès) |

Una entitat esportiva rellevant és l'Hoquei Club Palau de Plegamans que juga al Pavelló Municipal Maria Víctor en la categoria d'absoluta. Actualment l'equip disputa a la OK Lliga Femenina (1a Divisió) espanyola. Altres entitats esportives rellevants són l'Atlètic Club Bàsquet de Palau de Plegamans, el Club Esportiu de Futbol Sala, el Futbol Club de Palau-solità i Plegamans, el Patinatge Artístic Palau i el club d'ultimate frisbee Flying Squirrels.
Dues són les equipacions esportives principals: el Pavelló Municipal Maria Víctor i el Camp Municipal de Futbol Francesc Serracanta.

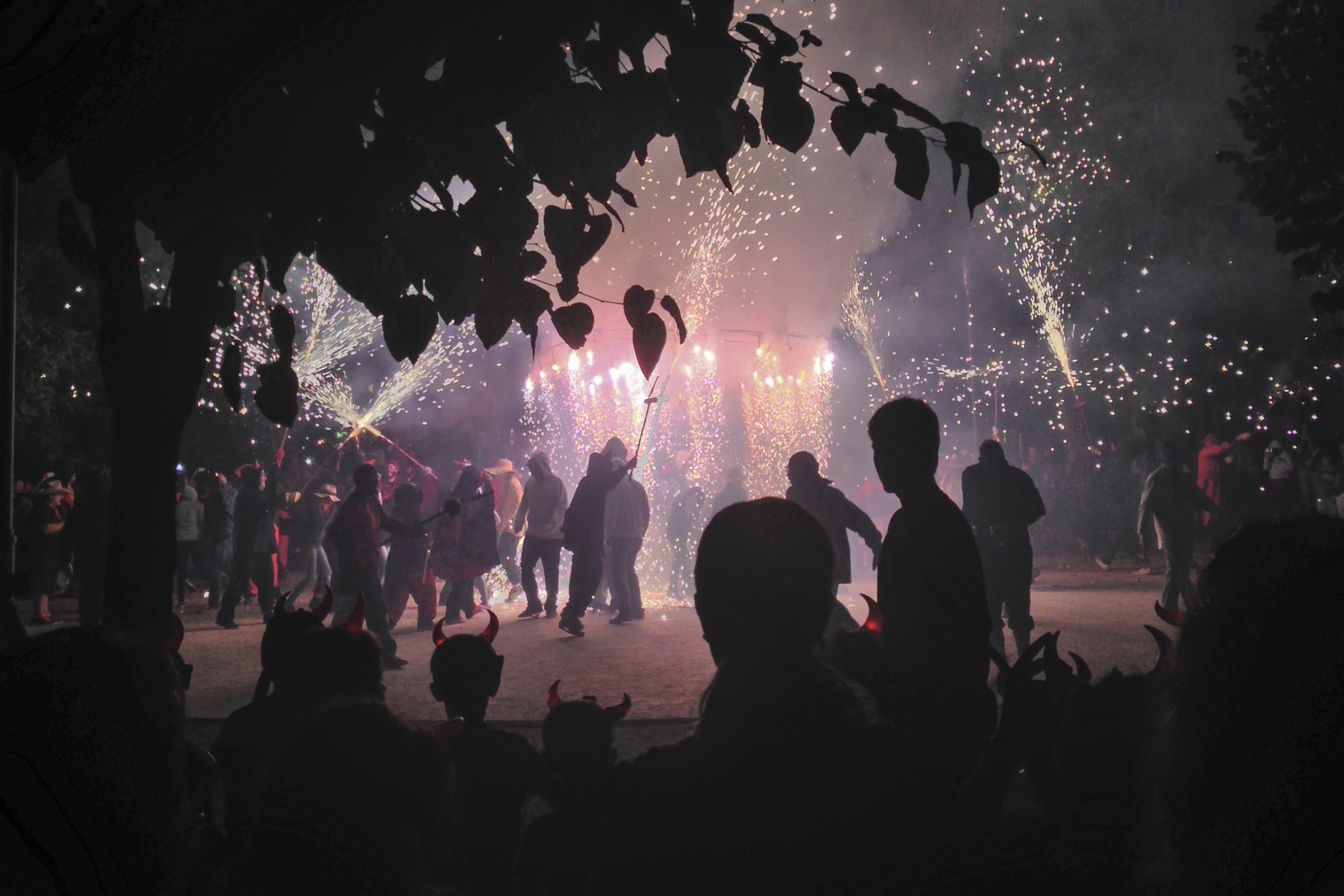
Correfoc de la Festa Major

### Festes locals
Les festes típiques i tradicionals de Palau-solità i Plegamans són la Festa Major i el Mercat Medieval.
- La Festa Major es fa cada any a la darreria del mes d'agost, entre el dia 25 i el 30s.
- El Mercat Medieval és un dels esdeveniments més importants des de l'any 2002. Sol atreure uns trenta mil participants i té un cert renom a la comarca. Es fa servir el Castell de Plegamans com decorat. Se celebra entre els mesos d'abril i maig sempre en cap de setmana.[10]

## Infraestructures

### Carretera
Palau-solità i Plegamans està comunicat per carretera amb Barcelona per la C-33 (fins a la sortida 1) i posteriorment amb l'enllaç a la C-59 que travessa el centre del municipi. L'alternativa és la C-17, que també enllaça amb la C-59. La C-59 és una carretera que comunica les comarques del Vallès Oriental, Vallès Occidental i Moianes a través de municipis com l'Estany, Moià o Caldes de Montbui. A través de l'AP-7 també es pot arribar si s'agafa la sortida número 17, que enllaça amb la C-59. Una altra via que passa pel municipi i connecta amb altres poblacions de la rodalia és la C-155, que comunica Sabadell amb Granollers.

### Transport públic
Es pot arribar a Palau-solità i Plegamans amb diferents línies interurbanes. Aquestes línies connecten amb municipis com Caldes de Montbui, Mollet del Vallès, Sabadell, Sant Feliu de Codines, Montcada i Reixac, Santa Perpètua de Mogoda i Sentmenat, entre d'altres. Hi ha a més una línia urbana , la línia 296 que uneix diversos barris entre si i amb el centre del municipi, fent parades a equipaments i centres d'ensenyament.

## Política
En les primeres eleccions democràtiques després del franquisme, fou escollit primer alcalde del municipi Joan Payola Riera (CIU). Fins a l'any 1991, va esser alcalde, moment en el qual va ser substituït per Maria Àngels Padro i Ruiz. En les eleccions municipals de 1995, i després de setze anys ininterromputs d'alcaldies convergents, va aconseguir l'alcaldia el PSC amb Teresa Padros Casañas al capdavant. Padrós va mantenir-se com a alcaldessa durant 24 anys, amb l'excepció de la legislatura 2007-2011. Finalment, en les eleccions municipals de 2019, ERC va obtenir la alcaldia per primera vegada i Oriol Lozano Rocabruna va esdevenir alcalde.

### Alcaldes/esses des de les eleccions de 1979
Article principal: Llista d'alcaldes i alcaldesses de Palau-solità i Plegamans
| Període   | Alcalde                            | Partit |
| --------- | ---------------------------------- | ------ |
| 1979-1983 | Joan Payola Riera                  | CiU    |
| 1983-1987 | Joan Payola Riera                  | CiU    |
| 1987-1991 | Joan Payola Riera                  | CiU    |
| 1991-1995 | M. Àngels Padró i Ruiz (1993-1995) | CiU    |
| 1995-1999 | Teresa Padros Casañas              | PSC    |
| 1999-2003 | Teresa Padros Casañas              | PSC    |
| 2003-2007 | Teresa Padros Casañas              | PSC    |
| 2007-2011 | Mercè Pla Blagé                    | CiU    |
| 2011-2015 | Teresa Padros Casañas              | PSC    |
| 2015-2019 | Teresa Padros Casañas              | PSC    |
| 2019-2023 | Oriol Lozano Rocabruna             | ERC    |
| 2023-2027 | Oriol Lozano Rocabruna             | ERC    |

### Penúltimes eleccions municipals
| Candidatura | Candidatura                          | Cap de llista           | Vots  | Regidors | % vots |
| ----------- | ------------------------------------ | ----------------------- | ----- | -------- | ------ |
|             | ERC                                  | Oriol Lozano Rocabruna  | 1.947 | 6        | 27,15  |
|             | Partit dels Socialistes de Catalunya | Marc Sanabria Robledo   | 1.853 | 5        | 25,84  |
|             | Junts per Palau                      | Laura Navarro Ceballos  | 984   | 3        | 13,72  |
|             | Ciutadans                            | Juan Martínez Nieto     | 884   | 2        | 12,33  |
|             | Primàries Catalunya                  | Núria Solà              | 407   | 1        | 5,68   |
|             | Podemos                              | Jordi Aznar             | 319   | 0        | 4,45   |
|             | En Comú Palau                        | Maria Angeles Marcuello | 311   | 0        | 4,34   |
|             | CUP                                  | Dani Cama               | 306   | 0        | 4,27   |
|             | Ganemos Palau                        | Luisa Fernández García  | 98    | 0        |        |
|             | En blanc                             |                         | 61    | -        | 0,85   |
| Total       | Total                                | 7.170                   | 7.170 | 17       |        |

## Geografia
El municipi ocupa 15,06 km² i té una densitat de població de 972,75 hab./km². És a una altitud de ±140 metres.

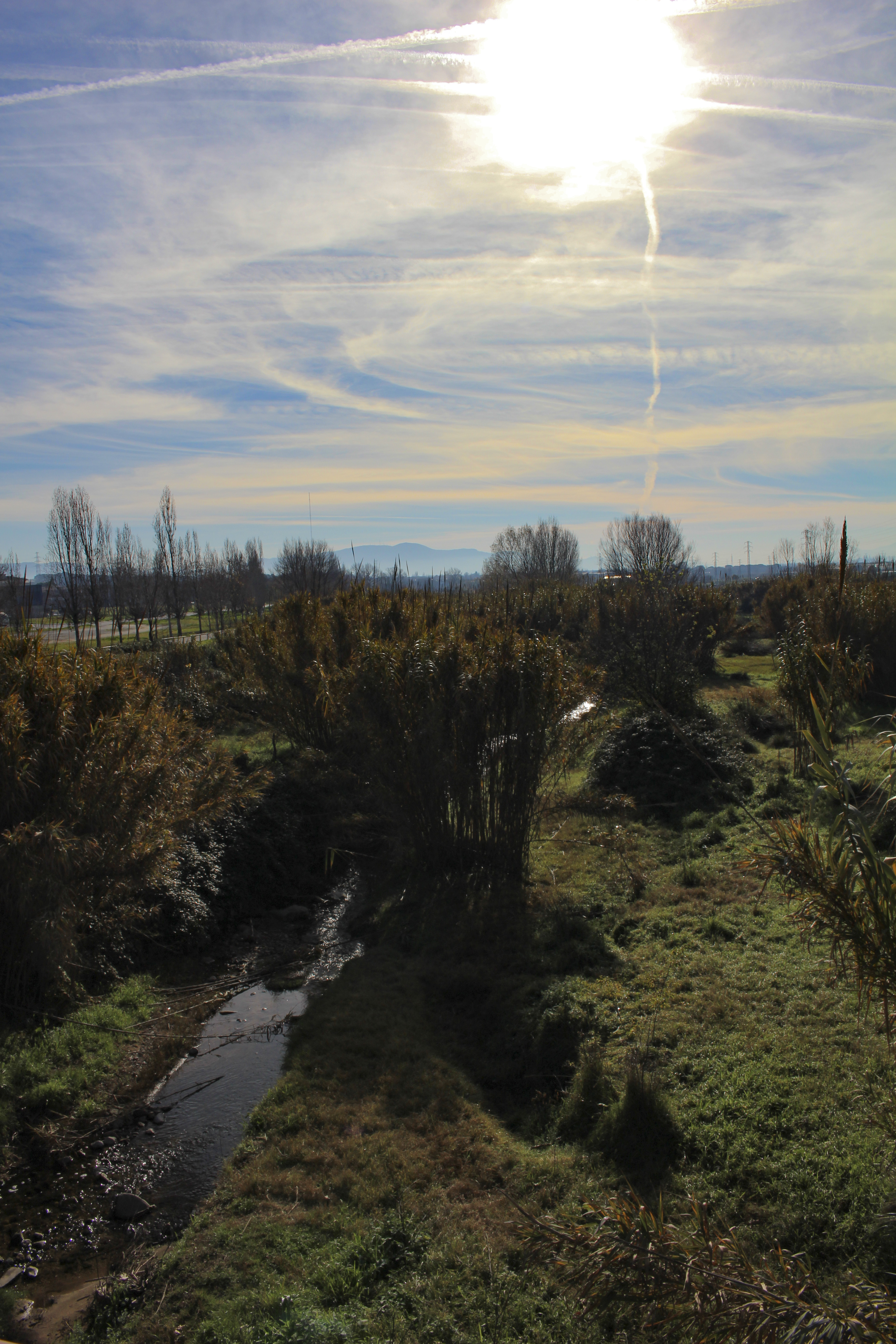
La riera de Caldes al pont de Can Cladellas

Està situat entre la regió muntanyosa del litoral i el prelitoral; en la denominada depressió del Vallès-Penedès, configurant un territori bàsicament pla en la seva part central i amb petites serres que s'estenen en direcció nord-sud en els extrems del territori. La riera de Caldes, en la qual conflueixen la riera de Sentmenat i el torrent de Can Duran, passa a través de l'oest del municipi al llarg de 6 quilometres, separant el nucli de Palau-solità del de Plegamans.
És a la fossa tectònica del Vallès-Penedès, la qual està delimitada al nord i al sud per falles que determinen els aixecaments de la serra prelitoral i litoral.

### Clima
El clima de Palau-Solità i Plegamans és del tipus mediterrani. Normalment les temperatures a l'estiu no sobrepassen els 35º i a l'hivern no baixen més de -3 º. No obstant això, en tractar-se d'un municipi situat a prop del mar Mediterrani, la humitat és molt alta, un 95% de màxima humitat i un 25% de mínima. La conseqüència és que la sensació tèrmica ha rondat també entre els -3 º de mínima i els 35 º de màxima.
La precipitació mitjana és d'uns 600 mm l'any, sent l'estació més plujosa la tardor i sent els mesos de setembre i octubre els mesos més plujosos. El mar escalfat per les temperatures de l'estiu combinades amb els vents de llevant provoquen pluges intenses des de finals de setembre fins a principis de novembre. Aquest és un tret característic de tota la zona est de la península Ibèrica. Durant l'any hi ha, aproximadament, 77 dies de pluja, així com 5 dies de neu. Les estacions en què menys plou són l'hivern i l'estiu.

### Divisió administrativa
El municipi està dividit en dotze barris que funcionen com a divisions territorials.
| - - Can Cortès i la Pedra Llarga - Can Falguera-Els turons - Can Maiol - Can Parera i Can Valls - Can Riera - El Carrer de Baix | - - El Carrer de Dalt, la Pineda i la Plana de l'Alzina - El Castell i la Tenda Nova - La Sagrera - La Serra - Montjuïc - Polígon Industrial Riera de Caldes |

Quant a les seccions electorals, trobem les següents divisions:

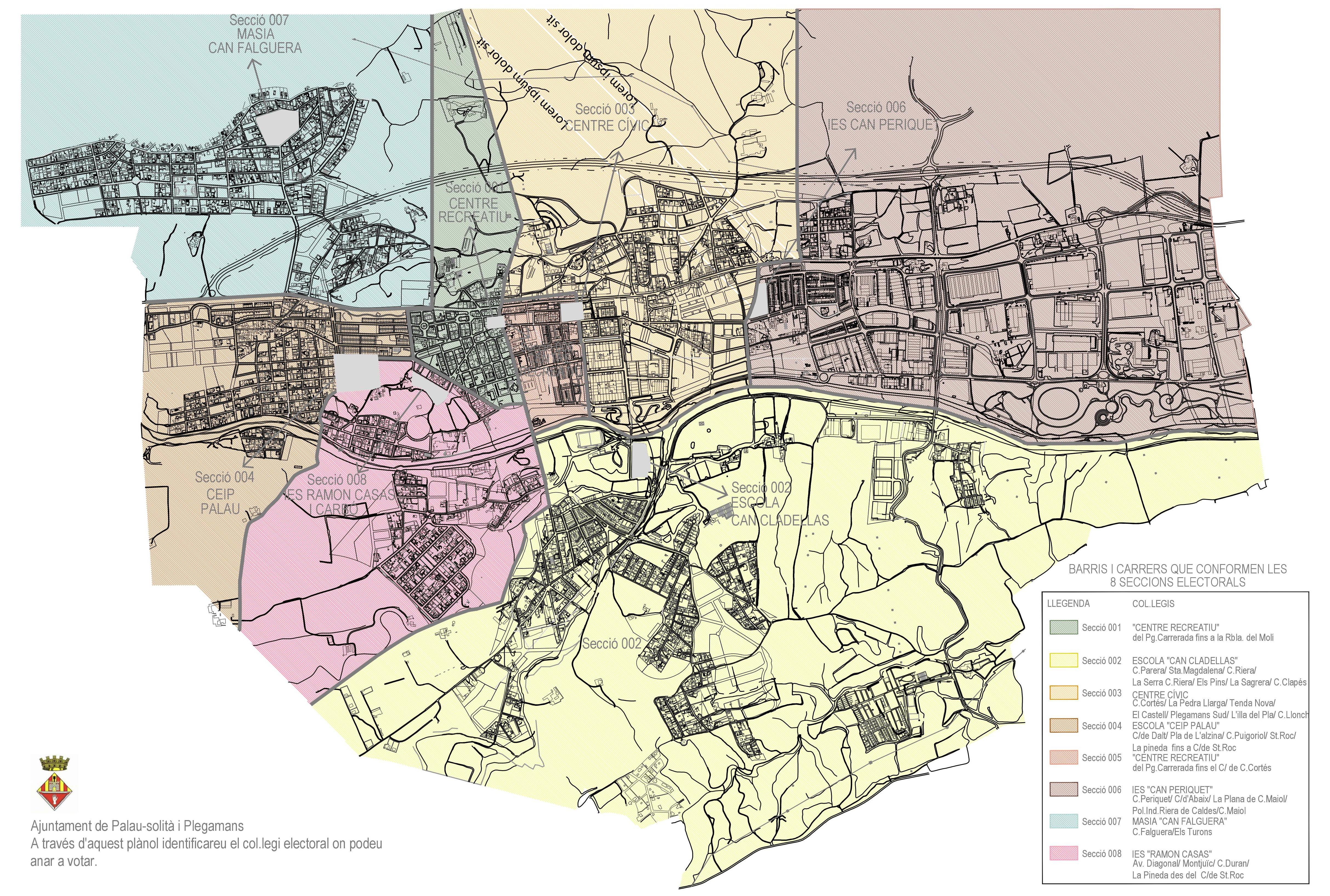
Seccions electorals de Palau-solità i Plegamans

| - - Secció 001 - Centre Recreatiu - Secció 002 - Escola Can Cladellas - Secció 003 - Centre Cívic - Secció 004 - Escola Ceip Palau | - - Secció 005 - Centre recreatiu - Secció 006 - IES Can Periquet - Secció 007 - Masia Can Falguera - Secció 008 - IES Ramon Casas |

## Demografia
Un dels factors claus per explicar l'enorme creixement que va experimentar Palau-solità i Plegamans durant finals del segle xx i principis del XXI va ser la immigració, sobretot de moltes famílies que tenien una segona residencia al municipi i van establir-se de forma permanent. Durant el període dels anys 70 i principis del 2000 la xifra d'habitants es va multiplicar per quatre. Cal destacar també el sorgiment de nous polígons industrials que van portar moltes empreses i amb elles més població. La majoria de nouvinguts provenien de diferents zones de l'Estat Espanyol, sobretot d'Andalusia, d'Extremadura i de Múrcia. La població de la ciutat ha augmentat també en diversos milers els darrers anys, amb l'augment d'immigració extracomunitària a Catalunya.
| Entitat de població                               | Habitants (2024) |
| Palau-solità i Plegamans                          | 3.372            |
| el Carrer de Dalt, la Pineda i el Pla de l'Alzina | 2.640            |
| Can Falguera i els Turons                         | 1.709            |
| el Carrer de Baix i la Plana de Can Periquet      | 1.489            |
| la Sagrera                                        | 1.421            |
| Can Riera                                         | 1.266            |
| Can Cortès i la Pedra Llarga                      | 1.240            |
| el Castell i la Tenda Nova                        | 800              |
| Montjuïc                                          | 675              |
| Polígon industrial de la Riera de Caldes          | 518              |
| Can Maiol                                         | 170              |
| Can Perera i Can Valls                            | 144              |
| Font: Idescat                                     |                  |

| 1497 f | 1515 f | 1553 f | 1717 | 1787 | 1857 | 1877 | 1887 | 1900 | 1910 |
| ------ | ------ | ------ | ---- | ---- | ---- | ---- | ---- | ---- | ---- |
| -      | -      | -      | 221  | 429  | 911  | 855  | 904  | 952  | 979  |

| 1920  | 1930  | 1940  | 1950  | 1960  | 1970  | 1981  | 1990  | 1992  | 1994  |
| ----- | ----- | ----- | ----- | ----- | ----- | ----- | ----- | ----- | ----- |
| 1.152 | 1.319 | 1.422 | 1.507 | 1.638 | 2.887 | 4.175 | 6.879 | 7.947 | 7.947 |

| 1996  | 1998   | 2000   | 2002   | 2004   | 2006   | 2008   | 2010   | 2012   | 2014   |
| ----- | ------ | ------ | ------ | ------ | ------ | ------ | ------ | ------ | ------ |
| 9.690 | 10.393 | 11.089 | 11.586 | 12.499 | 13.310 | 13.916 | 14.190 | 14.484 | 14.454 |

| 2016   | 2018   | 2020   | 2022   | 2024   | 2026 | 2028 | 2030 | 2032 | 2034 |
| ------ | ------ | ------ | ------ | ------ | ---- | ---- | ---- | ---- | ---- |
| 14.494 | 14.636 | 14.892 | 14.911 | 15.456 | -    | -    | -    | -    | -    |

## Persones il·lustres que van fer vida a Palau
- Maria Víctor (atleta)
- Ramon Folch i Camarasa (escriptor)
- Manuel Zorrilla i Giné (pintor artístic)
- Bartomeu Soler i Rabassó (escriptor)
- Miquel Truyols Rocabruna (nascut el 1951) (escriptor, xilògraf, pintor, escultor i gravador)